# Armato
Flávio Armato (em latim: Flavius Armatus; m. 477) foi um comandante militar bizantino, mestre dos soldados (magister militum) e cônsul sob os imperadores Leão I, o Trácio, Basilisco e Zenão. Ele foi instrumental na rebelião de Basilisco contra Zenão, e sua posterior queda.

## Origem e início da carreira
Armato era sobrinho de Basilisco e da imperatriz Verina, a esposa de Leão I. Sabe-se que Armato teve um filho, também chamado de Basilisco. Durante a última parte do reinado de Leão I, Armato, como mestre dos soldados, com sucesso reprimiu uma rebelião na Trácia, cortando as mãos de prisioneiros trácios e enviando-as aos rebeldes. É possível que os rebeldes foram os homens do godo-trácio Teodorico Estrabão, um comandante militar sob Leão, e portanto, esta revolta teria sido iniciada por Estrabão entre a morte de Áspar (471) e o fim do reinado de Leão (473).

## Ascensão de Basilisco

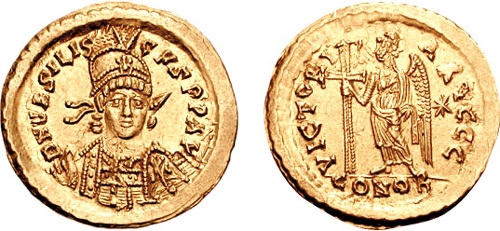
Soldo emitida por Basilisco durante seu curto reinado. Armato apoiou seu parente Basilisco em sua revolta contra o imperador Zenão

Armato apoiou a rebelião de Basilisco em 475, provavelmente, ganhando também o apoio de Verina, que era a sogra do imperador deposto Zenão. Durante o curto reinado de Basilisco, Armato exerceu uma influência notável sobre tanto o imperador como sua esposa a augusta Zenonis e havia rumores sobre um relacionamento entre ela e Armato. Zenonis convenceu Basilisco a nomeá-lo como mestre dos soldados na presença (magister militum praesentialis) e ele também foi premiado com o consulado, em 476, junto com Basilisco.
Armato foi uma espécie de "dândi", que estava interessado apenas em seu próprio cabelo e outras partes do corpo, e Teodorico Estrabão o desprezou por isso. Estrabão, cresceu, por conseguinte, insatisfeito com Basilisco, a quem ele ajudou na revolta contra Zenão, porque ele tinha dado o título de mestre presente dos soldados, um posto tão alto quanto o do próprio Estrabão, para tal homem.
Após as honras e riquezas recebidas pelo seu tio Basilisco, Armato pensou que fosse o mais bravo dos homens; este se vestiu de Aquiles e desfilou em sua casa, perto do Hipódromo. Durante sua peregrinação, as pessoas o chamavam de Pirro, ou porque ele estava com a tez avermelhada ou porque ele estava brincando com ele.

## Queda de Basilisco e morte de Armato

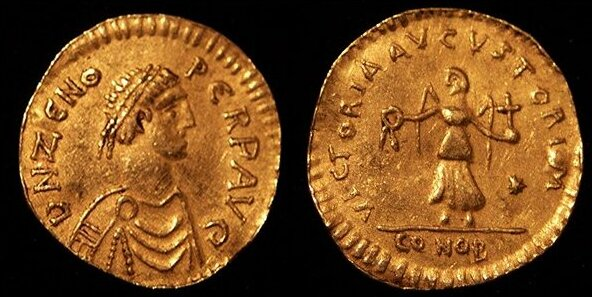
Tremisse cunhado pelo imperador Zenão após ele ter retomado o trono imperial. Armato foi o comandante da armada enviada por Basilisco para conter o avanço de Zenão, mas aceitou um suborno do imperador anterior e traiu seu tio.

No verão de 476, Zenão partiu da Isáuria para recuperar o seu trono, subornando os generais de Basilisco, Ilo e Trocondo, a se juntarem a ele. Basilisco recolheu todas as suas tropas da Trácia, da cidade de Constantinopla e até mesmo os guardas do palácio, e, após Armato jurar-lhe lealdade, enviou-os para enfrentar e derrotar Zenão. Quando Armato encontrou-se com Zenão, contudo, ele foi subornado para aderir ao imperador isauro com a promessa de uma nomeação vitalícia para mestre presente dos soldados, a adjudicação do filho de Armato, Basilisco, o título de césar como herdeiro de Zenão.
Depois de sua restauração, Zenão cumpriu com suas promessas, deixando Armato manter seu título de mestre presente dos soldados (possivelmente até mesmo para criá-lo ao posto de patrício) e nomeou o seu filho Basilisco césar em Niceia. Em 477, no entanto, Zenão mudou de ideia, provavelmente por instigação de Ilo, um general isauro que tinha auxiliado Basilisco a ascender ao trono e que mais tarde mudou de lado tornando-se aliado de Zenão, e que muito ganharia com a queda de Armato, que foi morto então a mando de Zenão. O assassino de Armato foi seu próprio amigo Onulfo, que, como um bárbaro pobre, havia sido saudado por Armato chegando a se tornar comandante da Ilíria. O próprio Armato emprestou-lhe uma grande quantia de dinheiro para pagar um banquete. Os cidadãos de Constantinopla alegraram-se após sua morte e Zenão confiscou todas as suas propriedades, depôs seu filho Basilisco, e ordenou-o sacerdote.

## Relação entre Armato e Odoacro

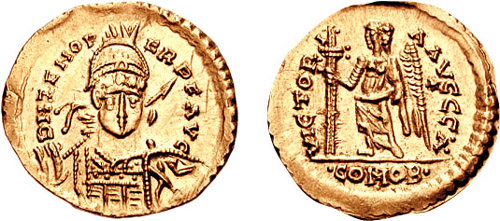
Moeda cunhada por Odoacro em nome de Zenão

Uma publicação recente de Stephan Krautschick abriu um novo estudo sob a vida de Armato "para novas interpretações, em particular a relação entre a família de Armato e Basilisco e Odoacro, chefe dos hérulos, e depois rei da Itália". De acordo com Krautschick, e com estudiosos posteriores, Armato seria irmão de Onulfo e Odoacro, de modo que o líder dos hérulos também teria sido sobrinho de Basilisco e de Élia Verina. Em particular, esta interpretação lança luz sobre o porque Armato estava tão interessado em ajudar Onulfo, e que foi seu próprio irmão que o matou.
A ligação entre Armato, Onulfo e Odoacro está em um fragmento de João de Antioquia (209.1), no qual Onulfo é indicado como sendo o assassino e irmão de Armato. Antes do trabalho de Krautschick, e também de acordo com outros estudiosos, a leitura foi emendada para ler que "Odoacro foi o irmão de Onulfo que matou Armato". Esta alteração fez do fragmento de João compatível com os relatos de outros historiadores, uma vez que nem João Malalas ou Malco fizeram referência ao fato de que Armato teria sido morto por seu próprio irmão e não fazem referência a uma relação de sangue entre Odoacro e Basilisco.